# ネチコナゾール
ネチコナゾール（INN：neticonazole）は、外用薬として体表部の真菌症の治療に用いられる場合の有る、イミダゾール系抗真菌薬の1つである。

## 構造・生理活性

ネチコナゾールの構造。

ネチコナゾールは分子式C17H22N2OSで表される化合物であり、したがって、その分子量は約297である。構造中にイミダゾール環を有している上に、その医薬品としての用途のために、アゾール系抗真菌薬の細分類である、イミダゾール系抗真菌薬に分類される薬物の1つである。その作用点は、真菌の細胞膜の安定性に関わるエルゴステロールの生合成過程の途中に関わる酵素の1つである、ラノステロール-14α-脱メチル化酵素である。
なお、ネチコナゾールの構造中には3置換のC=C二重結合が1箇所存在し、抗菌薬として用いられるのは、ここがE体の物である。ただし、ネチコナゾールの構造を見れば明らかなように、ここはイミダゾール環とベンゼン環と直結しており、共役系の広がった場所である。また、これも分子構造から明らかなように、イミダゾール環の塩基性が強い箇所、シトクロムの鉄に配位し易い方の窒素原子、すなわち、非共有電子対が芳香族性の獲得のために使用されていない側の窒素原子が、分子全体で見ると、外側に飛び出した構造をしている。

## 用途
ネチコナゾールは製剤化の際に、塩酸との塩の形にして利用される。なお、ネチコナゾール塩酸塩の式量は、約339である。ネチコナゾールを含有した外用剤は、皮膚に真菌が感染して、皮膚を侵している際の治療に用いられる場合がある。剤形としては、塩酸塩の形にして、クリーム剤、軟膏剤、外用液剤が開発された。
ただし、ネチコナゾールが医薬品として承認された地域は、日本だけであって、日本でしか使われていない。